# Dunford-Pettis-Eigenschaft
Die Dunford-Pettis-Eigenschaft, benannt nach den US-amerikanischen Mathematikern N. Dunford und B. J. Pettis, ist eine im mathematischen Teilgebiet der Funktionalanalysis betrachtete Eigenschaft von Banachräumen.

## Definition
Die folgende Definition geht auf A. Grothendieck (1953) zurück:
Ein Banachraum {\displaystyle X} hat die Dunford-Pettis-Eigenschaft, wenn für jeden Banachraum  {\displaystyle Y} jeder schwach-kompakte lineare Operator {\displaystyle X\rightarrow Y} bereits vollstetig ist.
Nach der englischen Bezeichnung „Dunford-Pettis-Property“ verwendet man die Abkürzung DPP und sagt kurz, {\displaystyle X} habe oder sei DPP.

## Beispiele
- Die Folgenräume {\displaystyle c_{0}}, {\displaystyle \ell ^{1}} und {\displaystyle \ell ^{\infty }} haben die Dunford-Pettis-Eigenschaft, die Folgenräume {\displaystyle \ell ^{p},1<p<\infty } hingegen nicht.
- Ist {\displaystyle (\Omega ,\Sigma ,\mu )} ein endlicher Maßraum, so hat L1{\displaystyle (\Omega ,\Sigma ,\mu )} die Dunford-Pettis-Eigenschaft. Dass dies der Fall ist, wurde zuvor von N. Dunford und B. J. Pettis bewiesen und war für Grothendieck die Motivation zur Namensgebung.
- Ist {\displaystyle K} ein kompakter Hausdorff-Raum, so hat der Banachraum {\displaystyle C(K)} der stetigen Funktionen {\displaystyle K\to \mathbb {C} } die Dunford-Pettis-Eigenschaft, wie von Grothendieck bewiesen wurde.
- Kein unendlich-dimensionaler reflexiver Banachraum hat die Dunford-Pettis-Eigenschaft.

## Eine Charakterisierung
Für einen Banachraum {\displaystyle X} sind folgende Aussagen äquivalent:
- {\displaystyle X} hat die Dunford-Pettis-Eigenschaft.
- Ist {\displaystyle (x_{n})_{n}} eine Folge in {\displaystyle X} mit schwachem Grenzwert {\displaystyle x} und {\displaystyle (f_{n})_{n}} eine Folge im Dualraum {\displaystyle X'} mit schwachem Grenzwert {\displaystyle f}, so gilt {\displaystyle f_{n}(x_{n})\to f(x)}  für {\displaystyle n\to \infty }.
- Ist {\displaystyle (x_{n})_{n}} eine Folge in {\displaystyle X} mit schwachem Grenzwert {\displaystyle 0} und {\displaystyle (f_{n})_{n}} eine Folge im Dualraum {\displaystyle X'} mit schwachem Grenzwert {\displaystyle 0}, so gilt {\displaystyle f_{n}(x_{n})\to 0}  für {\displaystyle n\to \infty }.

## Eigenschaften
Hat der Dualraum {\displaystyle X'} des Banachraums {\displaystyle X} die Dunford-Pettis-Eigenschaft, so auch {\displaystyle X}.
Da {\displaystyle \ell ^{\infty }} als kommutative C*-Algebra von der Form {\displaystyle C(K)} ist mit einem kompakten Hausdorff-Raum {\displaystyle K} (siehe Satz von Gelfand-Neumark), hat {\displaystyle \ell ^{\infty }} nach dem unter den Beispielen erwähnten Satz von Grothendieck die Dunford-Pettis-Eigenschaft. Da {\displaystyle (c_{0})'\cong \ell ^{1}} und {\displaystyle (\ell ^{1})'\cong \ell ^{\infty }} (siehe Artikel Folgenraum), ergibt sich, dass auch {\displaystyle c_{0}} und {\displaystyle \ell ^{1}} die Dunford-Pettis-Eigenschaft haben.
Gemäß Definition sind alle schwach-kompakten Operatoren auf Räumen mit der Dunford-Pettis-Eigenschaft vollstetig, die Umkehrung muss aber nicht gelten. Beispielsweise hat {\displaystyle \ell ^{1}} die Dunford-Pettis-Eigenschaft und die Identität {\displaystyle \mathrm {id} _{\ell ^{1}}} ist vollstetig, denn wegen der Schur-Eigenschaft sind schwach-kompakte Mengen bereits norm-kompakt. {\displaystyle \mathrm {id} _{\ell ^{1}}} ist aber nicht schwach-kompakt, denn sonst wäre die Einheitskugel bereits schwach-kompakt und {\displaystyle \ell ^{1}} wäre reflexiv, was aber nicht der Fall ist.